# Тигър (филм, 2000)
Вижте пояснителната страница за други значения на Тигър.
„Тигър“ (на английски: The Tigger Movie) е американски анимационен филм от 2000 г. Базиран е на книгата „Мечо Пух“ на Алън Милн. Режисиран е от Джон Фолкенстейн. Продуцентът е Черил Абуд. Сценаристът е от Джон Фолкенстейн. Продуциран е от Уолт Дисни Пикчърс. Филмът излиза на екран на11 февруари 2000 г.

## Синхронен дублаж
| Роля            | Изпълнител             |
| --------------- | ---------------------- |
| Тигър           | Георги Тодоров         |
| Пух             | Кирил Кавадарков       |
| Ру              | Велизар Софранов       |
| Заю             | Любомир Младенов       |
| Прасчо          | Явор Спасов            |
| Ийори           | Васил Михайлов         |
| Бухал           | Петър Евангелатов      |
| Кенга           | Симона Нанова          |
| Кристофър Робин | Иван-Александър Иванов |
| Разказвач       | Мариус Донкин          |

### Други гласове
| Евгения Брайнова    |
| Стефка Моллова      |
| Цветомира Михайлова |
| Виолета Бъчварова   |
| Атанас Сребрев      |
| Деян Иванов         |
| Никола Колев        |
| Тодор Георгиев      |

### Песни
| Песен                       | Изпълнител(и)                                                                                |
| --------------------------- | -------------------------------------------------------------------------------------------- |
| „Най-чудесното за тигрите“  | Георги Тодоров                                                                               |
| „Друг като мен“             | Георги Тодоров Хорова формация                                                               |
| „Румпи-Думпи Скок“          | Георги Тодоров Велизар Софранов                                                              |
| „Приспивна песничка за Пух“ | Кирил Кавадарков                                                                             |
| „Моето семейно дърво“       | Георги Тодоров Хорова формация                                                               |
| „Как да бъдем тигри“        | Кирил Кавадарков Петър Евангелатов Симона Нанова Васил Михайлов Велизар Софранов Явор Спасов |

## Българска версия
| Обработка                       | Александра Аудио                        |
| ------------------------------- | --------------------------------------- |
| Режисьор на дублажа             | Симона Нанова                           |
| Превод                          | Кристин Балчева                         |
| Музикален режисьор              | Десислава Софранова                     |
| Превод на песните               | Десислава Софранова Цветомира Михайлова |
| Творчески колсутант             | Венета Янкова                           |
| Продуцент на българската версия | Disney Charcter Voices International    |